# Vizir (Ebla)
Pour les articles homonymes, voir Vizir.
Vizir (/vɪˈzɪər/ ou /ˈvɪzɪər/), est le titre utilisé par les chercheurs modernes pour désigner le chef de l'administration dans le premier règne éblaite. Le détenteur du titre occupait la plus haute position après le roi et contrôlait l'armée. Pendant le règne du roi Isar-Damu, la charge de vizir devint héréditaire. 

## Vizirs éblaites
| Vizir       | Roi                   | Commentaires |
| ----------- | --------------------- | --- |
| Arrukum     | Irkab-Damu            | A occupé ce poste pendant cinq ans. Son fils Ruzi-Malik a épousé la princesse Iti-Mut, la fille du roi.             |
| Ibrium      | Irkab-Damu, Isar-Damu | A servi les deux premières années sous Irkab-Damu.                                                                  |
| Ibbi-Sipish | Isar-Damu             | Collabore avec son fils Dubuhu-Ada qui a été empêché d'assumer les fonctions de son père par la destruction d'Ebla. |